# Naik
Naik (hindi nāyak, hövding eller ledare), är den indiska beteckningen för en korpral. Denna grad användes först i Ostindiska Kompaniets armé i Indien.

## Gradbeteckning

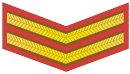